# Goosebumps (película)
Goosebumps (titulada Escalofríos en Hispanoamérica y Pesadillas en España) es una película de Comedia de terror estadounidense de 2015 dirigida por Rob Letterman y escrita por Darren Lemke. Basada en la serie de libros de terror para niños del mismo nombre de R. L. Stine, está protagonizada por Jack Black como una versión ficticia de Stine que se une a su vecino adolescente, interpretado por Dylan Minnette, para salvar su ciudad después de que todos los monstruos de la franquicia Goosebumps escapen de sus libros, causando estragos en el mundo real. Odeya Rush, Amy Ryan, Ryan Lee y Jillian Bell aparecen en papeles secundarios.
La historia sigue a un adolescente intentando salvar su pueblo con la ayuda de R. L. Stine, después de que todos los monstruos, demonios y criaturas de las historias de Goosebumps comiencen a escapar de sus libros, causando estragos en el mundo real.
La película fue estrenada el 16 de octubre de 2015 en los Estados Unidos por Columbia Pictures, siendo financiada por Sony, Village Roadshow Pictures y LStar Capital, y también fue producida por Sony Pictures Animation, Original Film y Scholastic Entertainment. Goosebumps recibió críticas generalmente positivas y fue un éxito de taquilla, recaudando $158 millones contra su presupuesto de $84 millones.
Una secuela titulada Goosebumps 2: Haunted Halloween fue estrenada el 12 de octubre de 2018.

## Argumento
Tras la reciente muerte de su padre, Zach Cooper y su madre Gale se trasladan desde la ciudad de Nueva York al tranquilo pueblo de Madison, en Delaware. Al instalarse en el barrio, Zach conoce a su vecina Hannah, pero el sobreprotector padre de ésta le advierte que evite el contacto con ellos. A la mañana siguiente, en el instituto de Madison, donde Gale trabaja como subdirectora, Zach se hace amigo de Champ, un estudiante torpe. Esa noche, Hannah invita a Zach a un parque de atracciones abandonado donde empiezan a ser amigos. Sin embargo, cuando regresan a casa, el padre de Hannah vuelve a advertir que Zach se mantenga alejado o algo malo sucederá.
La noche siguiente, Gale se marcha para supervisar un baile en la escuela, dejando a Zach con su tía Lorraine Conyers. Temiendo que Hannah esté en peligro, Zach engaña a su padre para que vaya a la comisaría local mientras él y Champ entran en su casa. Mientras investigan, encuentran una estantería con numerosos manuscritos, cada uno de ellos catalogando entradas de la franquicia Goosebumps y misteriosamente cerrados. En respuesta a la curiosidad de Champ, Zach desbloquea a El Abominable Hombre de las Nieves de Pasadena, liberando al monstruo titular de la historia. Con la ayuda de Hannah, rastrean a la criatura hasta una pista de hielo local, donde aparece el padre de Hannah y lo vuelve a encerrar en el manuscrito.
El padre de Hannah revela, sin saberlo, que es R. L. Stine, el creador de la franquicia Goosebumps, que inicialmente escribió las historias para hacer frente a un severo acoso escolar, pero los monstruos de las historias acabaron siendo reales como resultado de su imaginación, lo que le obligó a encerrarlos en sus manuscritos. De vuelta a casa, el grupo se encuentra con Slappy, el muñeco de la saga La Noche del Muñeco Viviente, que ha sido liberado de su manuscrito. Buscando vengarse de Stine por su encarcelamiento, Slappy incinera su manuscrito y huye con todos los demás. Stine y los niños son atacados por los gnomos del césped de La Venganza de los Gnomos del Césped, viéndose obligados a escapar. Slappy comienza a liberar varios monstruos, causando pánico y destrucción alrededor de Madison. Mientras tanto, Lorraine es atacada por Fifi, el caniche vampiro de Por favor, no Alimente al Vampiro. Zach implora a Stine que recupere a los monstruos utilizando un único manuscrito, pero sólo puede hacerlo con su máquina de escribir sobrenatural, que está expuesta en el instituto. Por el camino, el grupo es atacado por Brent Green, de Mi Mejor Amigo es Invisible, y la mantis religiosa gigante de Un Golpe en la Calle Shock, lo que les obliga a esconderse en el supermercado local. Will Blake, de El Hombre Lobo del Pantano de la Fiebre, les persigue hasta el aparcamiento, donde es atropellado por Lorraine, que ha sobrevivido al ataque de Fifí.
Stine y los niños atraviesan un cementerio, donde Zach descubre que Hannah se convierte en fantasma a la luz de la luna antes de ser atacada por los monstruos titulares de El Ataque de los Necrófagos del Cementerio. Cuando llegan a la escuela, Zach se enfrenta a Stine en privado; éste le revela que su "hija" es Hannah Fairchild de El Fantasma de la Puerta de al Lado, y que la creó para sobrellevar su soledad, pero Hannah no lo sabe. Stine encuentra la máquina de escribir y comienza a escribir una historia basada en los acontecimientos que les rodean, mientras Zach y Champ intentan advertir a todos, pero nadie les cree hasta que la mantis ataca el edificio. Slappy libera a todos los monstruos restantes de la franquicia Goosebumps y asaltan la escuela. A pesar de los esfuerzos del personal de la escuela y de los estudiantes por mantener a los monstruos fuera, estos irrumpen de todas formas. Slappy encuentra a Stine y le rompe los dedos con la caja de la máquina de escribir antes de que pueda terminar la historia.
Para garantizar la seguridad de todos, Stine y los niños engañan a los monstruos para que sigan un autobús escolar equipado con explosivos mientras ellos requisan otro autobús y viajan al parque de atracciones abandonado. Tras darse cuenta de la artimaña del grupo, Slappy les sigue la pista y se enfrenta a ellos, entonces libera a la Mancha de La Mancha que se Comió a Todo el Mundo mientras los otros monstruos llegan al parque. Stine se enfrenta a la criatura y es devorado por ella mientras Zach, Hannah y Champ suben a la cima de la noria del parque donde Zach termina la historia. Sin embargo, la mantis hace que se desplome y ruede hacia el bosque. Zach se niega a abrir el manuscrito de la historia, porque Hannah también será absorbida, pero ella revela que sabía la verdad sobre sí misma todo el tiempo y lo abre, absorbiendo a Slappy y a los otros monstruos, despidiéndose de Zach con un beso antes de aceptar su destino.
Algún tiempo después, Stine empieza a trabajar como profesor sustituto en la escuela mientras comienza a salir con Lorraine. Al final del día, Stine le revela a Zach que ha devuelto a Hannah a la realidad escribiendo una nueva copia de su historia. Cuando Zach y Hannah se van juntos, Stine incinera la copia, haciendo que Hannah sea permanentemente real. Sin embargo, cuando Stine está a punto de irse, encuentra su máquina de escribir escribiendo sola. Para su horror, Brent Green se ha revelado como omiso en el encarcelamiento de los monstruos y está utilizando la máquina de escribir para escribir una nueva historia de Goosebumps titulada La Venganza del Niño Invisible.

## Reparto
- Jack Black como R. L. Stine, el autor de los libros de Goosebumps y el padre adoptivo de Hannah.[8]
  - Black también hace la voz de Slappy, un muñeco de ventrílocuo viviente de los libros de Night of the Living Dummy,[9] mientras que Avery Lee Jones proporciona el trabajo de titiritero para Slappy.
  - Black también hace la voz de Brent Green, el chico invisible de My Best Friend is Invisible.
- Dylan Minnette como Zach Cooper, el nuevo vecino de R. L. Stine.[10]
- Odeya Rush como Hannah Fairchild, la hija adoptiva de Stine e interés amoroso de Zach.[11][12]
- Ryan Lee como Champ, el nuevo amigo de Zach.[13]
- Amy Ryan como Gale Cooper, la madre de Zach que se convierte en la nueva subdirectora de la escuela secundaria Madison.[14]
- Halston Sage como Taylor, una estudiante popular en la escuela secundaria Madison e interés amoroso de Champ.[15]
- Jillian Bell como Lorraine Conyers, la tía de Zach y hermana de Gale.[14]
- Ken Marino como el entrenador Carr, el profesor de gimnasia de la escuela secundaria Madison.[16]
- Timothy Simons como el oficial Stevens, un oficial de policía que trabaja en el departamento de policía de Madison.[17]
- Amanda Lund como la oficial Brooks, una oficial de policía que trabaja en el departamento de policía de Madison.[17]
- Steven Krueger como Davidson, un estudiante popular en la escuela secundaria Madison.[18]
- Keith Arthur Bolden como el director Garrison, el director de la escuela secundaria Madison.
- R. L. Stine como el señor Black, el nuevo profesor de teatro de la escuela secundaria Madison que Stine encuentra en el pasillo.[19]

## Producción

### Desarrollo
El primer intento en una película de Goosebumps iba a ser producido por Tim Burton en 1998. El presidente de Fox Family Films en ese momento, Chris Meledandri, dijo: "Creo que nos verán abordar una escala de historia que sería prohibitiva de hacer en la pantalla chica". Sin embargo, la película nunca fue realizada porque no pudieron encontrar un guion que les gustara o determinar qué libro adaptar. En 2008, Columbia Pictures adquirió los derechos para crear una película de Goosebumps. Neal H. Moritz y Deborah Forte, que trabajó anteriormente en la serie de televisión de Goosebumps, fueron elegidos para producir la película. El equipo de guionistas Scott Alexander y Larry Karaszewski fueron contratados como guionistas, y escribieron un guion original para la película. El dúo decidió no adaptar ningún libro de la serie, sintiendo que eran demasiado cortos. Pensando en formas de crear un universo donde todas las criaturas de los libros pudieran vivir juntas, eligieron hacer una falsa película biográfica en la que R. L. Stine escribe un libro y los monstruos dentro de él se vuelven reales. En 2010, Carl Ellsworth fue elegido para escribir el guion. El 14 de enero de 2012, se informó que Darren Lemke escribiría un nuevo borrador del guion; Lemke coescribió los guiones para Shrek Forever After y Jack the Giant Slayer. En noviembre de 2012, Stine expresó su pesimismo sobre la perspectiva de la película y dijo que creería que una película puede basarse en su serie de Goosebumps cuando la vea, mencionando que Where the Wild Things Are fue adaptada a una película casi cincuenta años después de la publicación de su libro.

### Casting
En septiembre de 2013, se informó que Jack Black estaba en conversaciones para "interpretar a un autor similar a Stine cuyos terroríficos personajes literalmente salen de las páginas, viéndose obligado a esconderse de sus propias y espeluznantes creaciones". Black declaró que trató de hacer que el personaje "fuera más como una especie de melancólico y oscuro maestro de bestias". También dijo que intentó acercarse a esta película de la misma manera que a los demás, tratando de "hacerla lo más graciosa posible". Black se reunió con R. L. Stine para obtener su consentimiento para la película, pero determinó que su personaje no podría ser muy similar al real; Black explicó que necesitaba que el personaje fuera más siniestro. Rob Letterman fue elegido como el director, reuniéndose con Black, después de trabajar juntos en Shark Tale y Gulliver's Travels.
En febrero de 2014, se anunció que Dylan Minnette había sido elegido para interpretar a Zach Cooper, y Odeya Rush como la hija de Stine, Hannah Fairchild. El 26 de febrero de 2014, se anunció que la película sería estrenada el 23 de marzo de 2016. El 4 de abril de 2014, se anunció que Amy Ryan y Jillian Bell se habían unido al reparto como la madre y la tía de Zach, respectivamente. El 10 de abril de 2014, Ken Marino se unió al reparto como el entrenador Carr. El 28 de abril del mismo año, Halston Sage y Ryan Lee se unieron al reparto como Taylor y Champ, respectivamente. El 1 de mayo de 2014, la fecha de lanzamiento de la película fue movida hasta el 7 de agosto de 2015. El 20 de mayo de 2014, Stine declaró que iba a hacer un cameo en la película.
La película fue promocionada en la Convención Internacional de Cómics de San Diego de 2014, donde Jack Black y Rob Letterman interactuaron con Slappy, quien incluso trajo a algunos de sus "amigos" que consistían en el monstruo del pantano de How to Kill a Monster; dos necrófagos del cementerio de Attack of the Graveyard Ghouls; Cronby el trol y el Muglani de Deep in the Jungle of Doom; el verdugo del reino de A Night in Terror Tower; el payaso asesino de A Nightmare on Clown Street; la momia del príncipe Khor-Ru de Return of the Mummy; el capitán Long Ben One-Leg de Creep from the Deep; el profesor Shock de The Creepy Creations of Professor Shock; el conde Nightwing de Vampire Breath; un reptil de Calling all Creeps!; un estrujador de cuerpos de Invasion of the Body Squeezers; la máscara maldita de The Haunted Mask; un espantapájaros de The Scarecrow Walks at Midnight y una calabaza alienígena de Attack of the Jack-O'-Lanterns. Cuando Jack Black le dice a Slappy que es él a quien quiere, Slappy le ordena a tres monstruos que se lleven a Black a su auto. Cuando los monstruos se van, Slappy le cuenta algo a Letterman, causando que también se vaya.
Algunos monstruos de la franquicia de Goosebumps que debían aparecer en la película fueron eliminados por razones presupuestarias, pero Letterman afirmó que el equipo intentó elegir los monstruos más apropiados para la historia. También afirmó que intentó combinar el humor y el horror en la película, comentando que "los libros en sí mismos son legítimamente aterradores, pero son legítimamente divertidos, y tratamos de capturar eso". En noviembre de 2014, la fecha de lanzamiento volvió a moverse al 15 de abril de 2016. En enero de 2015, la fecha de lanzamiento finalmente fue adelantada al 16 de octubre de 2015.

### Filmación
A mediados de abril de 2014, un equipo de seis personas pasó tres días reuniendo datos visuales para la película en el centro de Madison, Georgia. El equipo usó un teodolito para recolectar puntos en el espacio tridimensional para completar un estudio detallado de la ciudad. Los datos visuales se usaron para crear un fondo CGI del centro de la ciudad. Neal H. Moritz y Rob Letterman declararon que Madison fue su primera opción para la película después de explorar la ciudad. La fotografía principal de la película comenzó el 23 de abril de 2014 en Candler Park en Atlanta; también se prepararon para rodar la película en Conyers y Madison. El 19 de mayo, la filmación tomó lugar en las calles de Madison, con 480 miembros del equipo de Goosebumps trabajando en la ciudad y el condado de Morgan. El rodaje terminó el 16 de julio de 2014. Un tramo de Dawsonville Highway en Georgia se cerró intermitentemente para filmar un auto viajando hacia arriba y hacia abajo por múltiples puentes para la película.

## Banda sonora
La banda sonora de la película, con música original compuesta por Danny Elfman, fue lanzada en CD el 23 de octubre de 2015, por Sony Classical Records. La versión digital fue lanzada por Madison Gate Records una semana antes.
Canciones presentadas en la película
- "Racketeer" de The Blue Van
- "Headlights" de OPIEN
- "Get Ugly" de Jason Derulo
- "Everybody Have Fun Tonight" de Ryan Perez-Daple
- "Better Than the Rest" de Shock Diamonds
- "Heads Will Roll" (remix de A-Trak) de Yeah Yeah Yeahs
- "Bumps Gonna Goose Ya" de MF Bumps con Jack Black

## Estreno

### En cines
Goosebumps tuvo su estreno mundial el 24 de junio de 2015 en la feria de distribución de películas de CineEurope en Barcelona, España, donde la película fue presentada por Jack Black en el escenario.

### En formato doméstico
Goosebumps fue lanzado en Blu-ray (2D y 3D) y en DVD el 26 de enero de 2016 e incluye escenas eliminadas, bloopers, entrevistas con el reparto y equipo, una apertura alternativa, un final alternativo y una característica especial sobre Slappy.

## Recepción

### Taquilla
Goosebumps recaudó $80,1 millones en Norteamérica y $70,1 millones en otros territorios con una recaudación mundial de $150.2 millones contra un presupuesto de $84 millones.
En los Estados Unidos y Canadá, se indicó que la película obtendría entre $20 - 31 millones en 3.501 salas de cine. Sin embargo, Sony era más conservador y proyectó que la película recaudaría entre $12 - 15 millones. La película se estrenó el 16 de octubre de 2015 junto a Bridge of Spies, Crimson Peak y Woodlawn, sin embargo, los comentaristas de taquilla notaron que no enfrentaba una competencia seria a excepción de The Martian, que estaba en su tercera semana. Goosebumps ganó $600.000 en sus primeras proyecciones en 2.567 salas de cine y $7.4 millones en su día de apertura. En su fin de semana de estreno, la película recaudó $23.5 millones, superando las proyecciones de estudio, terminando en el primer puesto de la taquilla y marcando la cuarta película de Sony reinando en la parte superior de la taquilla durante el otoño. Anteriormente, el estudio obtuvo el primer puesto en las últimas siete semanas con War Room, The Perfect Guy y Hotel Transylvania 2. Las familias representaron la mayor cantidad de datos demográficos con un 60%, seguidas por menores de 25 años con un 59% y la proporción entre hombres y mujeres se dividió en partes iguales en 50/50.
Fuera de Norteamérica, Goosebumps fue estrenado en 66 países. Hasta el momento, México representó su mayor apertura y el mercado más grande en términos de ganancias totales con $7.1 millones seguido por Australia ($6.3 millones) y el Reino Unido e Irlanda ($6 millones). La película se abrió en el primer puesto en el Reino Unido e Irlanda ($3.9 millones). En el Reino Unido, las tomas preliminares ayudaron a Goosebumps a llegar a la cima de la taquilla antes que la más publicitada película, Dad's Army. En Rusia, la película se abrió en el segundo puesto detrás de In the Heart of the Sea con $1.27 millones. Además, se abrió en Francia con $1 millón.

### Crítica
En Rotten Tomatoes, la película tiene una calificación aprobatoria del 77% basada en 154 comentarios, con una calificación promedio de 6.4 sobre 10. El consenso crítico del sitio dice: "Goosebumps usa el contenido suficiente del material de horror para niños para compensar por el humor que maneja el guion y su ritmo acelerado". En Metacritic, la película tiene una puntuación de 60 sobre 100 basada en 29 comentarios, indicando "críticas mixtas o promedio". Audiencias encuestadas por CinemaScore le dieron a la película una calificación promedio de "A" en una escala de A+ a F.
Kevin P. Sullivan de Entertainment Weekly le dio a la película una calificación B, citando al final de su crítica: "Nada sobre Goosebumps es revolucionario; en cierto punto, puedes darte cuenta de que es como si Nickelodeon produjera The Cabin in the Woods, pero es un viaje nada aburrido a un mundo en el que las historias y la imaginación son herramientas poderosas que podrían inspirar a los niños a hacer la cosa más aterradora de todas: abrir un libro".

### Premios
| Premio                                    | Categoría                                                        | Beneficiario                                             | Resultado |
| ----------------------------------------- | ---------------------------------------------------------------- | -------------------------------------------------------- | --------- |
| Sociedad de críticos de cine de Las Vegas | Mejor película familiar                                          |                                                          | Nominada  |
| Sociedad de efectos visuales              | Efectos visuales sobresalientes en un proyecto de lugar especial | Jason Schugardt, Mike Wigart, Alex Harding y Daniel Mars | Nominada  |
| Premios Saturn                            | Mejor película de fantasía                                       |                                                          | Nominada  |

## Secuela
Artículo principal: Goosebumps 2: Haunted Halloween
El 2 de septiembre de 2015, se informó que una secuela estaba en etapas de planificación, con Sony buscando un guionista. El 17 de enero de 2017, se estableció una fecha de lanzamiento para el 26 de enero de 2018 y se confirmó que Rob Letterman regresaría como director de la secuela. El 6 de febrero de 2017, se anunció que la fecha de lanzamiento de la película se retrasó hasta el 21 de septiembre de 2018, con Hotel Transylvania 3: Summer Vacation ocupando el lugar de la fecha de lanzamiento prevista anteriormente. En mayo de 2017, se reveló que el título de la película era Goosebumps: HorrorLand. También se confirmó que Jack Black y Odeya Rush repetirían su papeles como R. L. Stine y Hannah Fairchild, respectivamente. Sin embargo, más adelante se confirmó que la secuela no contaría con ningún miembro del reparto original. En noviembre de 2017, Rob Lieber fue elegido para escribir el guion. Poco después, se anunció a Ari Sandel como el reemplazo de Letterman como director. Variety informó que se escribieron dos guiones: uno teniendo a Black repitiendo su papel, mientras que el otro omite a Black por completo. En diciembre de 2017, la fecha de lanzamiento de la secuela fue movida al 12 de octubre de 2018. La producción comenzó el 25 de febrero de 2018. Jack Black fue confirmado para regresar en la secuela, haciendo de sus personajes los únicos de la película anterior que regresaron.. Los nuevos miembros del reparto incluyen a Madison Iseman, Caleel Harris y Jeremy Ray Taylor. Ken Jeong, Chris Parnell y Wendi McLendon-Covey se unieron al mes siguiente. La filmación comenzó oficialmente el 7 de marzo de 2018, y en abril de 2018 se anunció el nuevo título de la película como Goosebumps 2: Haunted Halloween.